# Tando Allahyar
Tando Allahyar (Urdu ٹنڈو اللہ یار, Sindhi ٽنڊو الهيار) ist eine Stadt in der Pakistanischen Provinz Sindh. Es ist die Hauptstadt des Bezirks Tando Allahyar.
Laut dem Zensus von 2017 hatte die Stadt eine Bevölkerung von 156.562. Statistiken zeigen, dass 30 % der Bevölkerung aus Einwanderern bestehen, die aus Indien bei der Entstehung Pakistans kamen. Die restlichen 70 % sind einheimische Sindhi/Baluchi-Einwohner.
Die Hauptsprache in Tando Allahyar ist Sindhi, doch auch Sprachen wie Malwari oder weitere Dravidische Sprachen werden in der Stadt gesprochen.
Mangos sind die populärsten Produkte in diesem Gebiet. Es gibt eine große Auswahl von Mangosorten, die hier bewirtschaftet werden. Auch Zuckerrohr, Weizen, Zwiebeln und Baumwolle werden in Tando Allahyar angebaut.